# Инят
 Инят  — село в Лямбирском районе Мордовии в составе  Аксёновского сельского поселения.

## География
Находится на расстоянии примерно 14 км на северо-восток от города Саранск.

## История
Известно с 1869 года как казенное село Иняты из 54 дворов, название дано по фамилии хозяев служилых татарских мурз Иняевых

## Население
Постоянное население составляло 246 человек (татары 99%) в 2002 году, 249 в 2010 году .